# 惠澤尊王
惠澤尊王（1190年1月17日—1208年），本名葉森，南宋泉州南安縣眉山鄉高田人，謚廣德侯，後加封為惠澤尊王，乃福建省南安一帶的鄉土神，時與廣澤尊王並稱。

## 簡介
生於宋孝宗淳熙十六年。出生時父親夢見三顆桂樹交錯，於是以「三木」取名為「森」。葉森少年聰慧，篤信佛教，力行素食，亦不娶妻，其預言吉凶都能應驗。（資料有些許出入，若出生于1189則是淳熙十六年己酉年，出生在1190則是紹熙元年庚戌）
嘉定元年（1208年），葉森二十歲那年，自知塵緣已盡，某天清早，沐浴更衣後，来到魁躔南面山山麓的枷吊藤上端坐，雙手合十，不久便坐化升天。
相傳葉森成仙后，經常顯靈為民眾解除困難，加上高田附近一帶風調雨順，百姓都安居樂業，百姓為了紀念他，根據他的面容塑成神像並供奉上宮，之後更在原址建立慈濟宮，現為雲山寺。嘉定末年，宋寧宗敕封為「威武惠澤尊王」，並賜祀典，並被當地的葉姓人士奉為守護神。

## 信仰傳播

###### 台灣
惠澤尊王的信仰在台灣較少見，根據網路搜索後的資料顯示，台灣的惠澤尊王大多是家神，由葉氏族人所供奉。

###### 香港
移居香港的南安葉氏族人，每年舊曆十二月初十，都會舉辦惠澤尊王誕辰慶典，借香港鳳山寺（主神：廣澤尊王）舉辦，並且準備許多美食，供信眾享用。

###### 澳門
移居澳門的南安葉氏族人也在澳門成立了「澳門惠澤尊王文化協會」。

###### 馬來西亞
在馬來西亞有最少四座主祀惠澤尊王的廟宇。位於馬來西亞吉隆坡的增江地區，就有一座廟宇名為「南陽宮」。位於馬來西亞森美蘭的波德申地區也有一座廟宇，名為「南陽安保廟」。

## 引用資料
1. ↑  .   [2020-07-05]. （原始内容存档于2020-12-02）.
2. ↑   （页面存档备份，存于），葉德平：〈情尋・非遺——惠澤尊王神誕活動〉。
3. ↑  .   [2020-07-04]. （原始内容存档于2020-07-04）.
4. ↑  .   [2020-09-16]. （原始内容存档于2019-09-13）.
5. ↑  .   [2020-09-17]. （原始内容存档于2020-10-23）.